# Emeterio Jarillo Orgaz
Emeterio Jarillo Orgaz (Valdelacasa de Tajo, Cáceres, 3 d'agost de 1903 - Puebla, 13 d'abril de 1994) va ser un militar i carrabiner espanyol que va lluitar en la Guerra civil espanyola.

## Biografia
Procedent del Cos de Carrabiners, al començament de la guerra estava al capdavant de la 6a Comandància de carrabiners a la província d'Alacant i es va mantenir fidel al govern republicà. Durant la contesa va arribar a manar les brigades mixtes 3a, 8a, 65a i 152a, així com la 4a Divisió. En 1938 es va afiliar al Partit Socialista Obrer Espanyol (PSOE).
Després de la caiguda de Catalunya va marxar a l'exili a França, al costat de molts altres republicans. Posteriorment es traslladaria al nord d'Àfrica des d'on, a bord del vapor Nyassa, aconseguirà traslladar-se a Mèxic al costat d'altres personalitats i/o militars exiliats com Mariano Salafranca Barrio. Una vegada a Mèxic, es va instal·lar a la ciutat de Puebla, on va treballar per als laboratoris Bayer. Va continuar mantenint el contacte amb l'Agrupació Socialista de Mèxic DF i mai va tornar a Espanya, va viure a Mèxic fins a la seva defunció en 1994.